# 罗伯特·培根

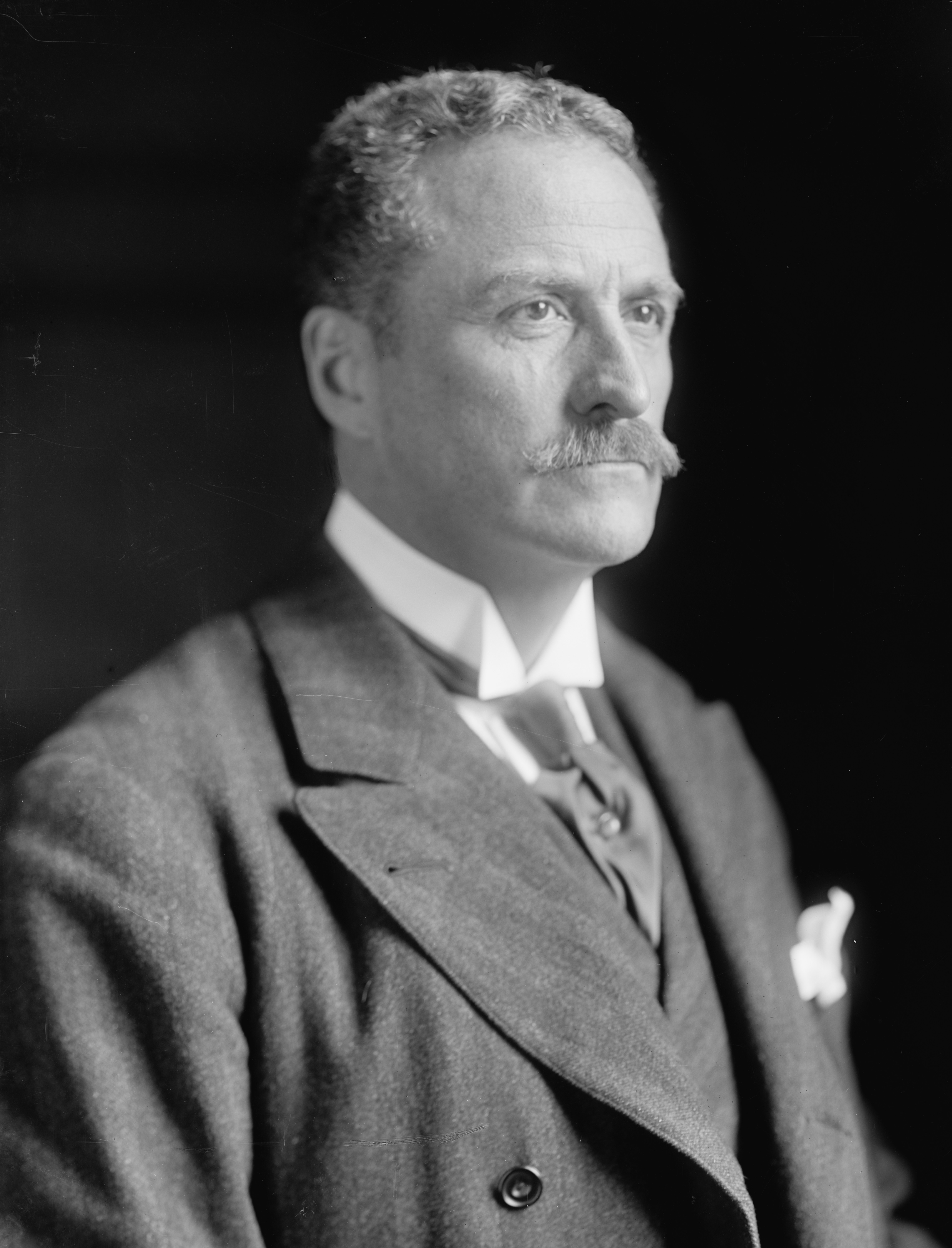
羅伯特·培根

罗伯特·培根（Robert Bacon，1860年7月5日—1919年5月29日），美国政治家、外交家，曾任美国国务卿。
| 前任： 羅脫 | 美国国务卿 1909年 | 繼任： 菲兰德·C·诺克斯 |